# Anorèxia
L'anorèxia (del grec ἄν- [prefix negatiu] i ὄρεξις "apetit, desig") és la disminució de la sensació de gana. Si bé el terme en publicacions no científiques sovint s'utilitza indistintament amb el d'anorèxia nerviosa, hi ha causes diferents per una disminució de la gana, algunes de les quals poden no tenir importància, d'altres poden provenir d'una patologia greu.
Per exemple, l'anorèxia per infecció és part de la reacció de fase aguda a la infecció. Aquesta resposta pot ser activada per lipopolisacàrids i peptidoglicans de la paret cel·lular bacteriana, l'ADN bacterià, la doble cadena d'ARN viral, i les glicoproteïnes virals, que poden desencadenar la producció d'una varietat de citocines proinflamatòries. Aquestes poden tenir un efecte indirecte sobre la gana per diferents mecanismes, per exemple, mitjançant un augment en la producció de leptina dels dipòsits de greix. Les citocines inflamatòries poden també indicar al sistema nerviós central mitjançant mecanismes de transport especialitzats a través de la barrera hematoencefàlica, a través d'òrgans circumventriculars (que estan fora de la barrera), o mitjançant l'activació de la producció d'icosanoides en les cèl·lules endotelials dels vasos del cervell. En última instància, es creu que el control de la gana mitjançant aquest mecanisme, està mediat pels mateixos factors que normalment la controlen, com els neurotransmissors (serotonina, dopamina, histamina), l'hormona alliberadora de corticotropina, el neuropèptid Y, i l'hormona α-estimulant dels melanòcits.

## Causes
- Fisiològiques:
  - Anorèxia de la vellesa (alteracions del gust, olfacte, alentiment del buidatge gàstric, disminució de l'impuls per menjar).
  - Embaràs.
- Iatrogèniques: AINE, amiodarona, amfetamina, antibiòtics, antiepilèptics, ISRS, digoxina, diürètics, inhibidors de la colinesterasa, laxants, levodopa i agonistes de la levodopa, metformina, opiacis, sulfonilurees.
- Hàbits tòxics: alcoholisme, i altres drogoaddiccions.
- Infeccions: sobretot les de curs subagut o crònic (per exemple: tuberculosi, sida). L'anorèxia és un dels símptomes del comportament associat a la malaltia.
- Infestacions importants en l'àmbit de l'aparell digestiu.
- Trastorns psicològics i psiquiàtrics:
  - En el nen: mala educació de la gana, desitjos de sobrealimentació per part dels adults, conflictivitat familiar, hiperactivitat, etc.
  - En l'adult i en l'adolescent: trastorns depressius, anorèxia nerviosa.
- Demència.
- Neoplàsies.
- Trastorns gastrointestinals: hepatopatia crònica, úlcera pèptica, reflux gastroesofàgic.
- Trastorns endocrins i metabòlics: hipotiroïdisme, malaltia d'Addison, hipercalcèmia, hiponatrèmia, hipopotassèmia.
- Insuficiència cardíaca crònica.
- Insuficiència renal crònica.
- Insuficiència respiratòria: MPOC.